# J. J. Barea
José Juan Barea Mora (* 26. Juni 1984 in Mayagüez), oft nur J. J. Barea genannt, ist ein puerto-ricanischer Basketballspieler, der zuletzt für die Dallas Mavericks in der NBA spielte.

## Persönliches
J. J. Barea ist der Sohn von Jaime Barea und Marta Mora. Er wurde in Mayagüez in Puerto Rico geboren und zog mit siebzehn Jahren nach Miami, Florida, wo er an der Miami Christian High School sein Senior-Jahr absolvierte und in Floridas All-State Team gewählt und Miami-Dade's Player of the year wurde.

## Karriere

### College
Seine College-Zeit verbrachte Barea von 2003 bis 2006 an der Northeastern University in Boston, Massachusetts. 2005 und 2006 kam er in die Finalrunde um den Bob-Cousy-Award, der dem besten Point Guard des Landes verliehen wird. Weiterhin wurde er zweimal für das All-America East First Team nominiert. Nachdem die Northeastern University zur Colonial Athletic Association wechselte, wurde er ins All-CAA First Team berufen. Barea verließ das College als zweitbester Punktesammler, zweitbester Vorlagengeber und zweitbester Dreipunktschütze in der Geschichte der Northeastern University.

### Baloncesto Superior Nacional
Bevor Barea die Northeastern University besuchte, versuchte er sich im Alter von 17 Jahren in der Baloncesto Superior Nacional (BSN), wo er für die Indios de Mayagüez spielte und 2001 und 2002 insgesamt 27 Spiele bestritt. 2006 spielte er nochmals neun Spiele lang für die Cangrejeros de Santurce.

### NBA

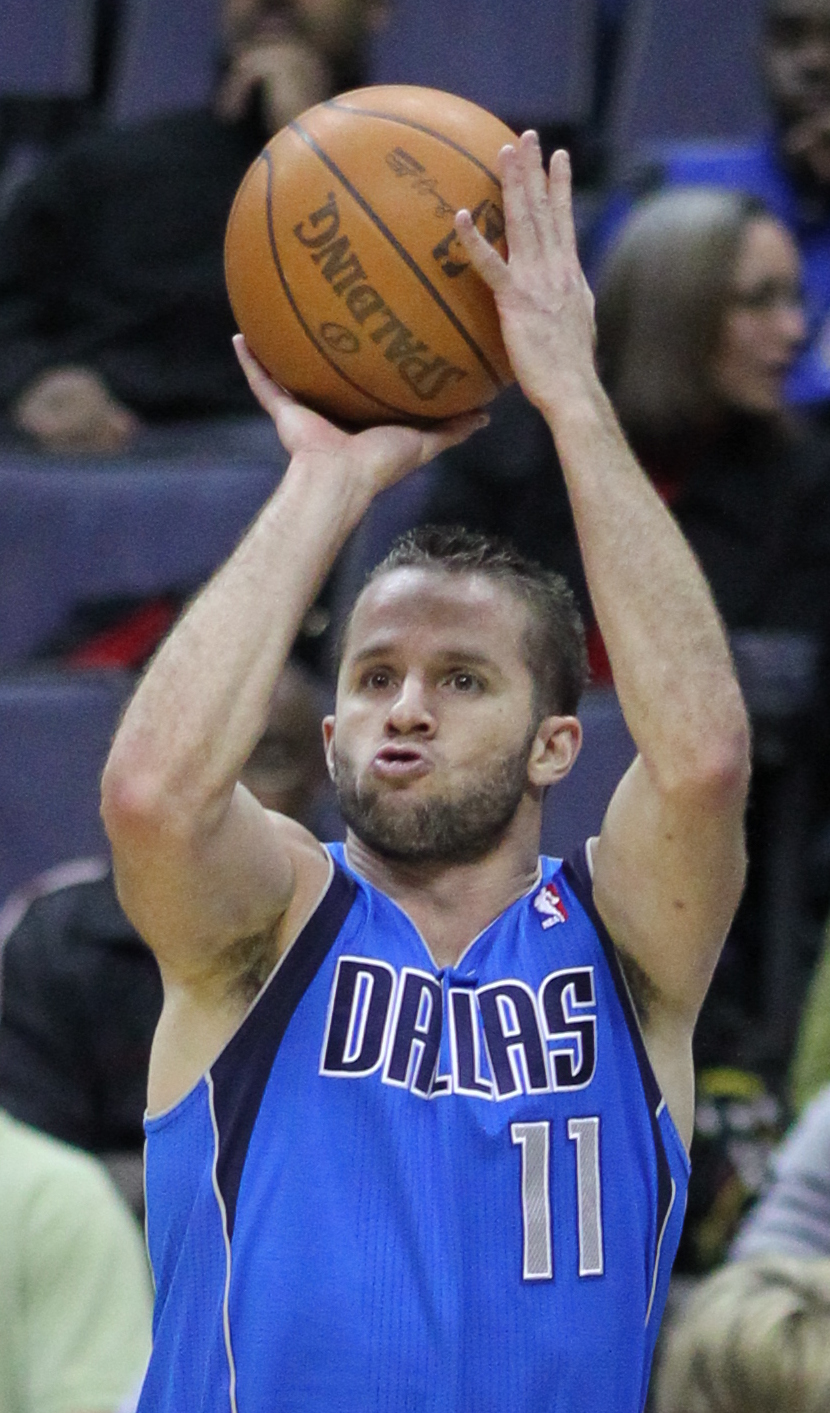
Barea im Trikot der Mavericks (2011)

2006 ließ sich Barea für die NBA-Draft aufstellen, blieb aber ungedraftet und spielte deshalb in den Off-Season-Turnieren der NBA, um sich für einen Free-Agent-Vertrag anzubieten. Er spielte für die Golden State Warriors in der NBA Summer League und für die Dallas Mavericks in der Rocky Mountain Revue. Am 30. Oktober 2006 unterschrieb Barea einen Vertrag bei den Dallas Mavericks für die Saison 2006/07 und debütierte am 4. November 2006.
Im Januar 2007 spielte Barea einige Zeit für die Fort Worth Flyers in der NBA Development League, wo ihm in zwei Spielen mehr als 40 Punkte gelangen. Barea ist der erste aus der NBA ausgeliehene Spieler, dem es gelang Performer of the Week in der NBA Development League zu werden. Im Sommer 2007 nahm er wiederum für die Mavericks an der NBA Summer League teil und wurde in das NBA Summer League All-Star First Team gewählt. Aufgrund dieser Leistung erhielt auch für die folgende Saison einen Vertrag in Dallas und vertrat den verletzten Devin Harris für einige Spiele als Starter.
In der Saison 2008/09 bekam Barea eine immer größere Rolle im Team. Er erhielt dank seiner guten Leistung mehr Minuten auf dem Spielfeld. Als Jerry Stackhouse, Josh Howard und Jason Terry verletzungsbedingt aussetzen mussten, wurde er von Coach Rick Carlisle vermehrt eingesetzt. Da er in dieser Zeit weiter überzeugen konnte, wurde er ab dann in einer Rotation mit Jason Kidd und Jason Terry auf das Feld gebracht. In den Playoffs rückte er während der ersten Runde gegen die San Antonio Spurs sogar in die Startaufstellung um deren Superstar Tony Parker zu verteidigen. In der folgenden Saison bestritt er 78 von 82 möglichen Spielen.
In der Saison 2010/11 stellte Barea neue Karrierebestleistungen auf: Am 9. Dezember 2010 verzeichnete er 13 Assists in einem Spiel gegen die New Jersey Nets und am 1. Januar 2011 29 Punkte gegen die Milwaukee Bucks.
2010/11 konnten die Mavericks bis ins Finale der NBA vorrücken und besiegten dort die Miami Heat mit 4:2. In den letzten drei Spielen dieser Serie konnte Barea als Verteidiger für LeBron James in die Startformation aufrücken und schaffte es dabei, diesen in Spiel 4 bei 8 Punkten zu halten (3/11 FG, 0/3 3P, 2/2 FT). Barea machte in diesem Spiel ebenfalls 8 Punkte. Auch in Spiel 5 startete Barea gegen James und verbuchte ebenso wie dieser 17 Punkte. Am Ende gewann Barea die Serie mit den Mavericks 4:2. Es war die einzige NBA-Meisterschaft seiner Karriere.
Am 12. Dezember 2011 unterschrieb Barea einen auf 19 Millionen Dollar dotierten Vierjahresvertrag bei den Minnesota Timberwolves. Bei den Timberwolves erzielte er am 24. März 2012 in einem Spiel gegen die Oklahoma City Thunder sein erstes Triple-Double.

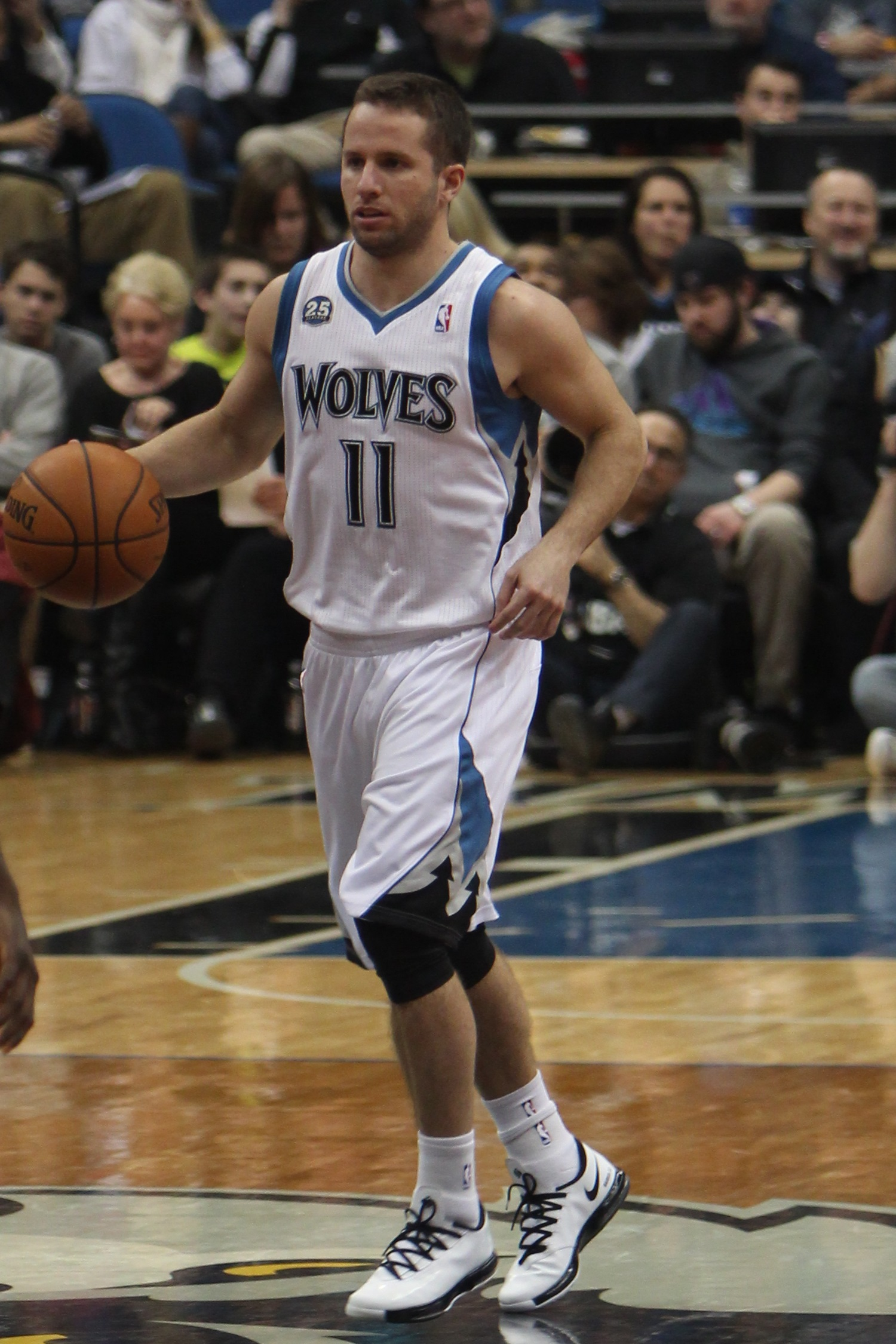
Barea als Spieler der Timberwolves (2014)

Kurz vor dem Saisonstart 2014/15 wurde Barea von den Timberwolves entlassen. Am 29. Oktober 2014 unterschrieb er erneut bei den Mavericks und kehrte nach drei Jahren nach Dallas zurück.
In der Saison 2017/18 wurde Barea für sein soziales Engagement mit dem J. Walter Kennedy Citizenship Award ausgezeichnet.

### Europa
Am 22. Januar 2021 unterschrieb Barea einen Vertrag bei CB Estudiantes in der Liga ACB für den Rest der Saison. Zwei Spieltage vor Ende der Saison, verließ er vorzeitig den Verein.

### Nationalmannschaft
Nachdem er bereits in diversen Jugendnationalmannschaften gespielt hatte, gab Barea im Juli 2006 anlässlich der Zentralamerika- und Karibikspiele in Kolumbien sein Debüt in der Nationalmannschaft von Puerto Rico, mit der er dort die Goldmedaille gewann und wo er als Most Valuable Player ausgezeichnet wurde. 2007 erreichte er mit der Nationalmannschaft bei den Panamerikanischen Spielen den zweiten Platz. Beim Qualifikationsturnier für die Olympischen Spiele, das im Juli 2008 stattfand, war Barea nur Ersatzmann hinter Carlos Arroyo; Puerto Rico verpasste die Qualifikation für das olympische Turnier.
Bei der Zentralamerikameisterschaft 2008 war Barea anfangs nur Ersatz, bevor er für die letzten beiden Partien in die Starting-Five kam. Puerto Rico gewann das Turnier und Barea wurde als Most Valuable Player des Turniers ausgezeichnet.
Bei der Basketball-Weltmeisterschaft 2014 schied er mit Puerto Rico zwar in der Vorrunde aus, wurde aber dennoch Top-Scorer des Turniers mit einem Schnitt von 22 Punkten pro Partie.

## Statistiken

### Liga ACB

#### Hauptrunde
| Saison  | Team        | GP | GS | MPG  | FG % | 3P % | FT % | RPG | APG | SPG | BPG | PPG  |
| ------- | ----------- | -- | -- | ---- | ---- | ---- | ---- | --- | --- | --- | --- | ---- |
| 2020–21 | Estudiantes | 18 | 16 | 22.8 | .356 | .307 | .804 | 1.8 | 4.6 | 0.9 | 0.1 | 12.0 |

Quelle: basketball-stats.de (Stand: 21. Juni 2021)